# Sphaeromyxa solomoni
Sphaeromyxa solomoni is een microscopische parasiet uit de familie Sphaeromyxidae. Sphaeromyxa solomoni werd in 2002 beschreven door Aseeva. 